# Zanthoxylum tsihanimposa
Zanthoxylum tsihanimposa är en vinruteväxtart som beskrevs av Joseph Marie Henry Alfred Perrier de la Bâthie. Zanthoxylum tsihanimposa ingår i släktet Zanthoxylum och familjen vinruteväxter. Inga underarter finns listade i Catalogue of Life.